# Ibis hagedaš

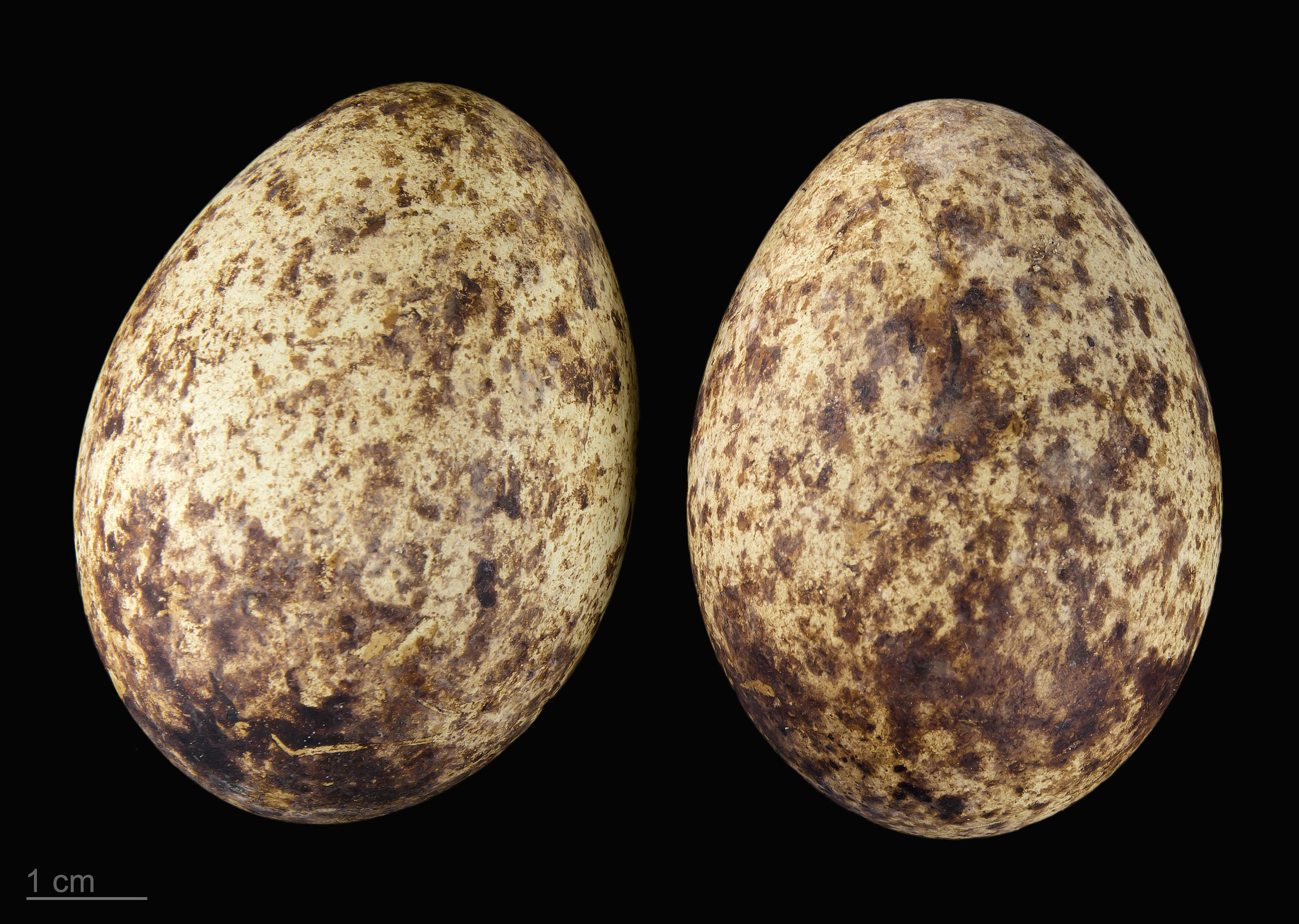
Bostrychia hagedash

Ibis hagedaš (Bostrychia hagedash) je jedním ze 26 druhů velkých ptáků nesoucích české pojmenování ibis. Přestože jeho rod tvoří tzv. vodní ptáci, on sám nežije v močálech a bažinách, ale převážně na pevné zemi.

## Rozšíření
Druh je rozšířen v rozsáhlých subtropických a tropických oblastech Afriky, od Sahary až po jih kontinentu.
Nejčastěji žije ve vlhkých travnatých nebo křovinami zarostlých plochách, na okrajích deštných pralesů nebo podél vodních toků lemovaných stromy. Řidčeji se vyskytuje ve vřesovištích, močálech nebo na bažinatých územích. Loví i blízkosti lidských sídel na zemědělské půdě a v zahradách. Nejlépe mu vyhovují travnaté prostory s vlhkou, měkkou půdou, vyskytuje se ojediněle v nadmořské výšce až 1800 m.
Přestože jejich počty počátkem 20. století přechodně poklesly, jsou opět v tradičních místech výskytu poměrně hojní. Navíc žijí na tak rozlehlém prostoru, že jejich druhu nehrozí nebezpečí následkem možné ekologické změny.

## Popis
V porovnání s ostatními ibisy je středně velký a jeho černé nohy se světle červenými prsty jsou poměrně krátké, má typický dlouhý, mírně srpovitě zahnutý černý až červenohnědý zobák. Tělo bývá dlouhé 65 až 75 cm a váží 0,9 až 1,2 kg, rozpětí křídel je 90 až 100 cm. Jeho peří je převážně olivově hnědé až šedohnědé barvy, po straně hlavy a tváře má úzký bělavý pruh. Letky a ocas má modravě černé. U některých dospělých ptáků se po stranách těla objevuji lesklé světle zelené až fialové skvrny. Ve vybarvená není mezi pohlavím rozdíl, samice bývá jen o něco menší a má kratší zobák. Duhovky očí jsou tmavě hnědé a jsou okrouženy bíle
Stejně jako ostatní ibisi je společenský, hledají si potravu ve skupinách (5 až 30 jedinců) a společně i hřadují (50 až 200 ptáků), většinou každoročně na stejných místech a za potravou létají i dost daleko. Často sdílejí stejná stanoviště s kormorány, čápy a dalšími. Jako jedni z mála ibisů mají hlasový projev, za svítání a hlavně za soumraku kdy se vracejí na místa nocování. Pojmenování hagedaš vzniklo jejich podle hlasitého křehotavého křiku který se skládá ze tří odlišných slabik

## Stravování
Jsou to masožraví ptáci, jejich stravu tvoří převážně různý hmyz, členovci, žížaly, korýši, pavouci, plži a malí obratlovci včetně plazů. Sbírají je z povrchu půdy nebo vybírají svým dlouhým tenkým zobákem z půdy; pravděpodobně je slyší. Jsou vítání v zahradách i na golfových hřištích, neboť sesbírají i množství hmyzu žijícího na kořenech. V období sucha se někdy přesunují do vlhčího prostředí neboť v suché, tvrdé zemině nenacházejí potravu. Větší savce nejsou schopni ulovit a ryby se v jejich jídelníčku vyskytují velmi málo. Rádi navštěvují pastviny býložravců, v jejich trusu nacházejí mnoho hmyzu.

## Rozmnožování
Doba rozmnožování není pevně stanovena, odvíjí se od místních podmínek, buď je těsně po období dešťů nebo v období sucha. Tito monogamní ptáci si stavějí na vodorovných větvích jednoduchá hnízda z větví a suché trávy (obvykle 3 až 6 m vysoko) na stromech, na skalních stěnách v blízkosti vody nebo i na telegrafních sloupech, občas využívají stará hnízda jiných ptáků. Samice snáší 2 až 3 šedavě zelené vejce. Inkubace trvá 25 až 28 dnů a na vejcích sedí oba rodiče, společně je také krmí potravou donesenou ve voleti. Dospívají asi v 50 dnech, tehdy mají peří stejně vybarvené jako dospělci, jen se méně leskne. Při hnízdění dochází k velkým ztrátám, vejce i mladá kuřata často vypadávají z hnízd, pár vychová průměrně pouze 1,8 mláďat ročně.

## Taxonomie
Jsou rozeznávány tři poddruhy:
- Bostrychia hagedash Latham subsp. hagedash – má kratší a tenčí zobák, vyskytuje se na jihu Afriky jižně od řeky Zambezi,
- Bostrychia hagedash Latham subsp. brevirostris (Reichenow, 1907) – jeho peří je tmavě hnědé, a na křídlech má zelenavé a fialové skvrny, vyskytuje se od Senegalu přes Demokratickou republiku Kongo a Keňu až na jih po Zambezi,
- Bostrychia hagedash Latham subsp. nilotica (Neumann, 1909) – jeho zobák je protáhlejší a ptáci jsou z uvedeného druhu největší, vyskytuje se od Súdánu přes Etiopii, severovýchod Demokratické republiky Kongo, Ugandu až po severozápad Tanzanie.

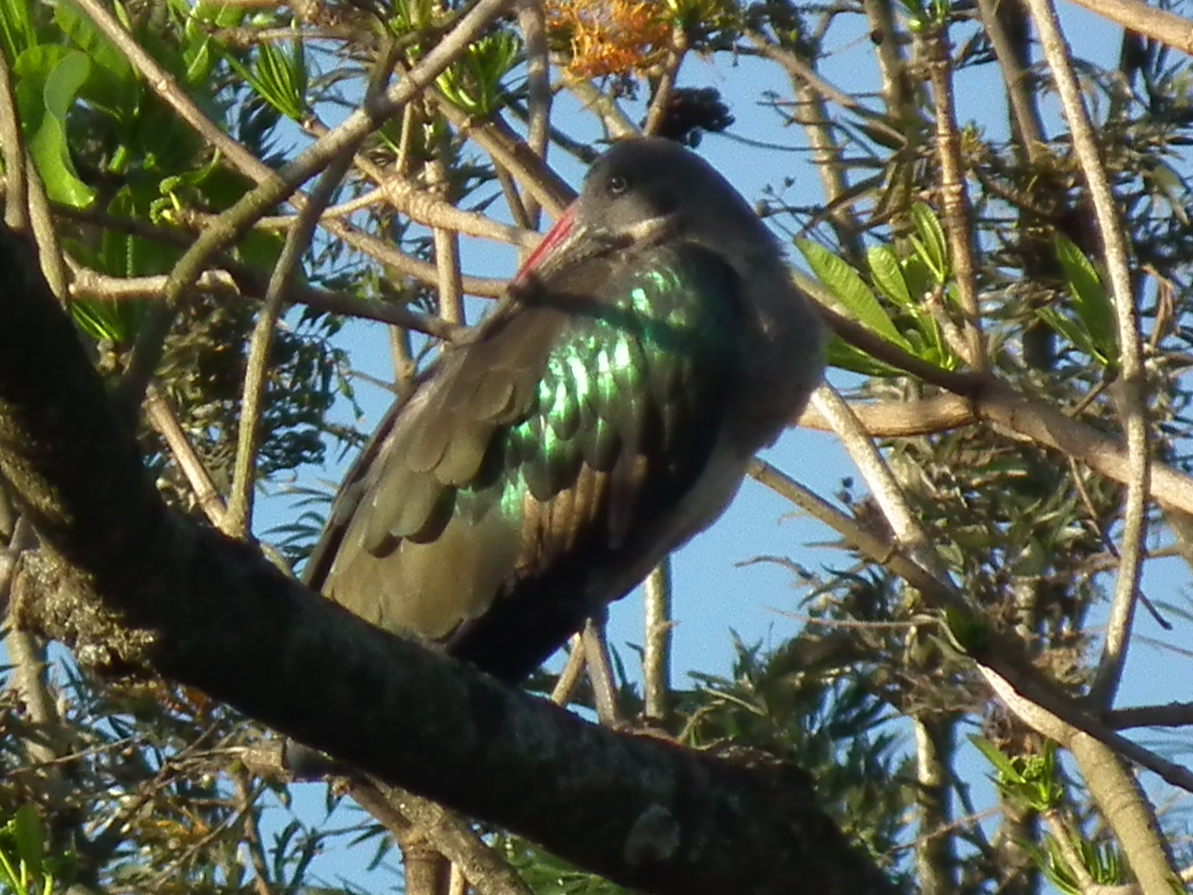
Odpočinek
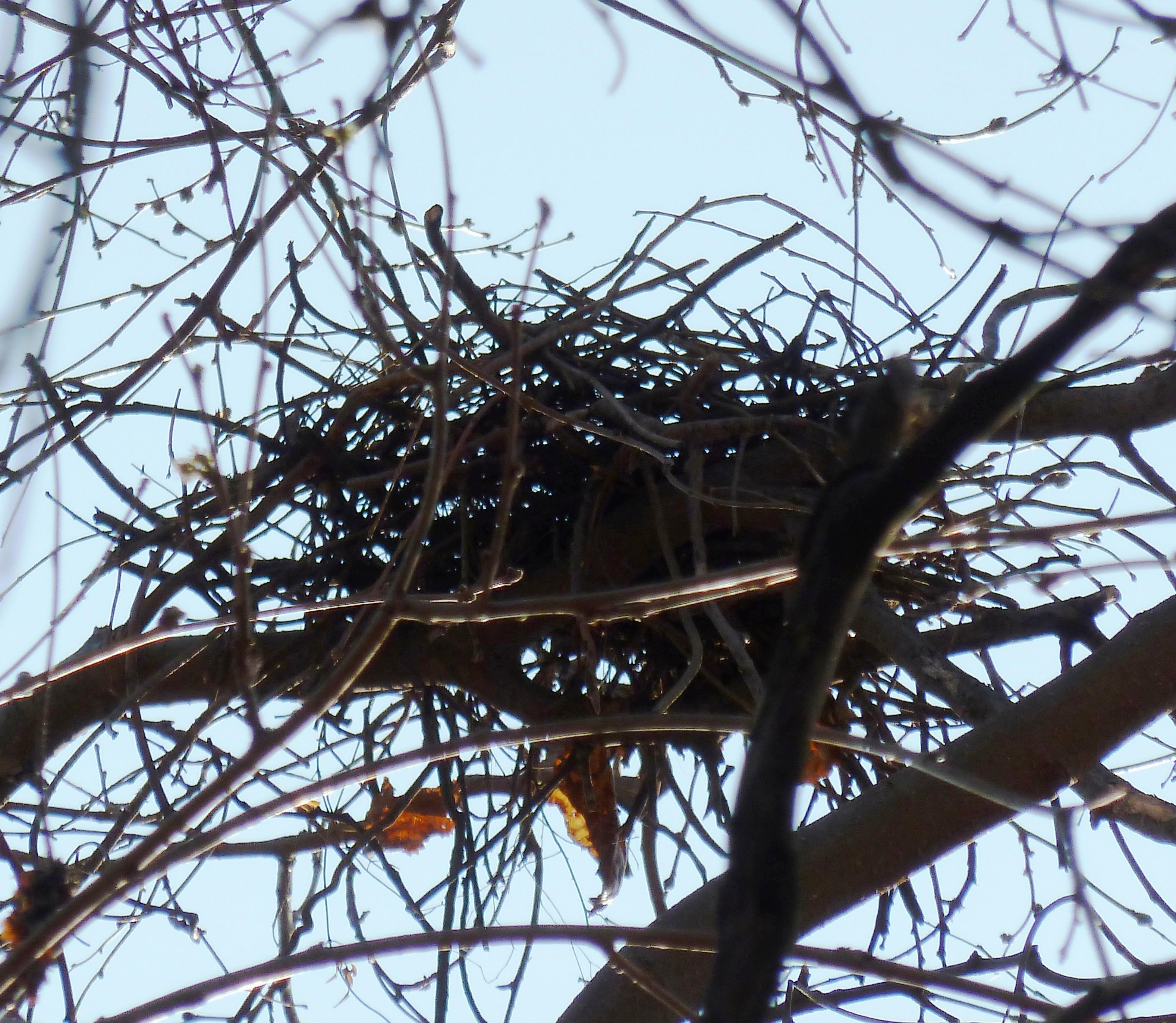
Hnizdo

## Chov v zoo
Ibis hagedaš patří k vzácně chovaným druhům. V celé Evropě se v říjnu 2018 jednalo jen o 24 zoo, z toho osm v Německu. Na počátku roku 2020 šlo o 25 zoo. V rámci Česka se jedná o tři zařízení: Zoo Dvůr Králové, Zoo Plzeň a Zoo Praha . První odchov v Česku a na Slovensku se podařil v roce 2002 v Zoo Dvůr Králové.

### Chov v Zoo Praha
První zvířata tohoto druhu přišla do Zoo Praha v roce 1974, ovšem vydržela jen do následujícího roku. Současný chov je datován do roku 2005. Od roku 2007 se daří také odchovávat mláďata. Do roku 2011 se podařilo odchovat šest mláďat, z toho tři mláďata právě v roce 2011. V průběhu roku 2017 se narodilo a bylo odchováno jedno mládě. Ke konci let 2017 i 2018 byli chováni čtyři jedinci.